# Pops Foster
George Murphy Foster, ps. „Pops” (ur. 19 maja 1892 na McCall Plantation w stanie Luizjana, zm. 30 października 1969 w San Francisco) – amerykański kontrabasista jazzowy, znany ze stosowania techniki slappingu. Bywał nazywany „ojcem jazzowego basu”.

## Życiorys
Urodził się na plantacji Harry’ego McCalla położonej w parafii Ascension niedaleko Donaldsonville w południowej Luizjanie. Jego rodzice – Charley i Annie – „byli prawie pełnokrwistymi Czirokezami”. Rodzina ze strony matki była muzykalna i kilkoro jego kuzynów (jednym z nich był przyszły bandlider Claiborne Williams) grało na różnych instrumentach. Natomiast jego starszy brat – Willard grał na skrzypcach, banjo i gitarze. Z beczki po mące, wąskiej deski, gwoździ i sznurka zbudował dla niego bas, a następnie pokazał jak na nim grać. Ich stryj Wyatt wprowadził Williego do miejscowej orkiestry jako wiolonczelistę. Po skończeniu siedmiu lat znalazł się w niej również George. Gdy najmłodsza z rodzeństwa – Elizabeth nauczyła się grać na gitarze, skrzypcach i basie, ich ojciec zorganizował trio rodzinne, które przygrywało do tańca na zabawach na plantacji. Za dnia dzieci chodziły do szkoły katolickiej w Donaldsonville. Po powrocie do domu odrabiały lekcje i ćwiczyły grę na instrumentach.
W 1900 Willard wyjechał do Nowego Orleanu do pracy. Niecałe dwa lata później podążyła za nim matka z pozostałymi dziećmi, chcąc uciec od nadużywającego alkoholu męża.
Po przyjeździe do Nowego Orleanu George grywał w lokalnych zespołach, rozwijając umiejętności instrumentalne. Poszedł także do szkoły.

Pops Foster: Chodziłem do szkoły na Uniwersytecie Nowoorleańskim na St. Charles Street. Nie radziłem sobie dobrze, ponieważ byłem zbyt zajęty nocnym graniem. W klasie głównie spałem. Zostawiłem szkołę, kiedy właśnie miałem iść do piątej klasy... Zawsze powtarzam dzieciom, żeby skończyły szkołę, zanim zaczną zawodowo zajmować się muzyką. Żałuję, że sam tego nie zrobiłem.

Porzucił szkołę, żeby podjąć pierwszą płatną pracę w zespole grającym podczas przyjęć ogrodowych na prywatnej, zamkniętej ulicy Audubon Place. W 1906 został stałym członkiem grupy The Rozelle Band, założonej i prowadzonej przez jego brata Willarda. Wtedy to Willie kupił mu pierwszy prawdziwy kontrabas, żeby nie musiał już grać na pożyczonych instrumentach. Od 1907 współpracował z zespołami puzonistów Jacka Careya, Frankie’ego Dusena i Kida Ory’ego, skrzypka Armanda Pirona, kornecistów Freddiego Kepparda i Joe Olivera, oraz innymi znanymi wówczas formacjami. W tym czasie dorabiał niekiedy jako robotnik w porcie lub woźnica rozwożący bawełnę i węgiel. W latach I wojny światowej najpierw pracował w odlewni żeliwa, a potem na statkach wycieczkowych w orkiestrze Fate’a Marable’a. Grał w Nowym Orleanie i Kalifornii. W 1923 przybył do Saint Louis, gdzie występował z zespołami multiinstrumentalisty i bandlidera Charlie’ego Creatha oraz trębacza Deweya Jacksona.
W 1929 odbył krajowe tournée z The Elks Brass Band, w którym to zespole grał na tubie. W tym samym roku osiadł w Nowym Jorku. Przez następne dwadzieścia lat  grywał u boku tak znaczących postaci jazzu, jak Louis Armstrong, Luis Russell, Sidney Bechet, „Hot Lips” Page, Danny Barker i Sid Catlett. Regularnie też występował w ogólnokrajowej audycji radiowej „This is Jazz”. W końcu lat 40. zaczął często jeździć w trasy koncertowe po kraju. Odwiedził również Europę. W 1955 przeniósł się do San Francisco. Przez pięć lat grał w The Earl Hines Club Hangover Orchestra. Od 1960 niemal do końca życia brał udział w koncertach okolicznościowych oraz pojedynczych występach. 
W ciągu swojej niemal siedemdziesięcioletniej kariery dzięki unikatowemu stylowi gry stworzył nowe brzmienie kontrabasu oraz sprawił, że ten instrument stał się integralnym elementem jazzu.
W ostatnich latach życia borykał się ze zdrowiem. Miał kłopoty z sercem, żołądkiem, oraz cierpiał na zakrzepicę. Schorowany, zmarł w wieku 77. lat. 

### Małżeństwa
Był dwukrotnie żonaty. W 1912 poślubił Berthę, z którą rozwiódł się w 1922. W 1936 jego drugą małżonką została Annie Alba.

## Autobiografia
W 1971 ukazała się The Autobiography of Pops Foster – New Orleans Jazzman, wydana przez University of California Press (ISBN 0-87930-831-1). Wspomnienia i refleksje muzyka spisał Tom Stoddard.

## Uwaga
1. ↑  New Orleans University – ówcześnie college dla Afroamerykanów ze szkołą przygotowawczą.